# Велика Житомирська, 6
Садиба Березовського — комплекс із колишнього прибуткового житлового будинку (№ 6) і флігеля (№ 6-А), розташованих у Києві, на Великій Житомирській вулиці. Флігель розписаний муралом.
Рішенням Київського міськвиконкому № 1102 від 4 серпня 1980 року головний будинок № 6 поставлений на облік пам'яток архітектури місцевого значення (охоронний номер 307/1-Кв). Пам'яткоохоронний статус також надали флігелю на підставі розпорядження Київської міської державної адміністрації № 42 від 17 січня 2000 року. За визначенням дослідників, чолова будівля (№ 6) — виразна домінанта у забудові кварталу.

## Історія ділянки

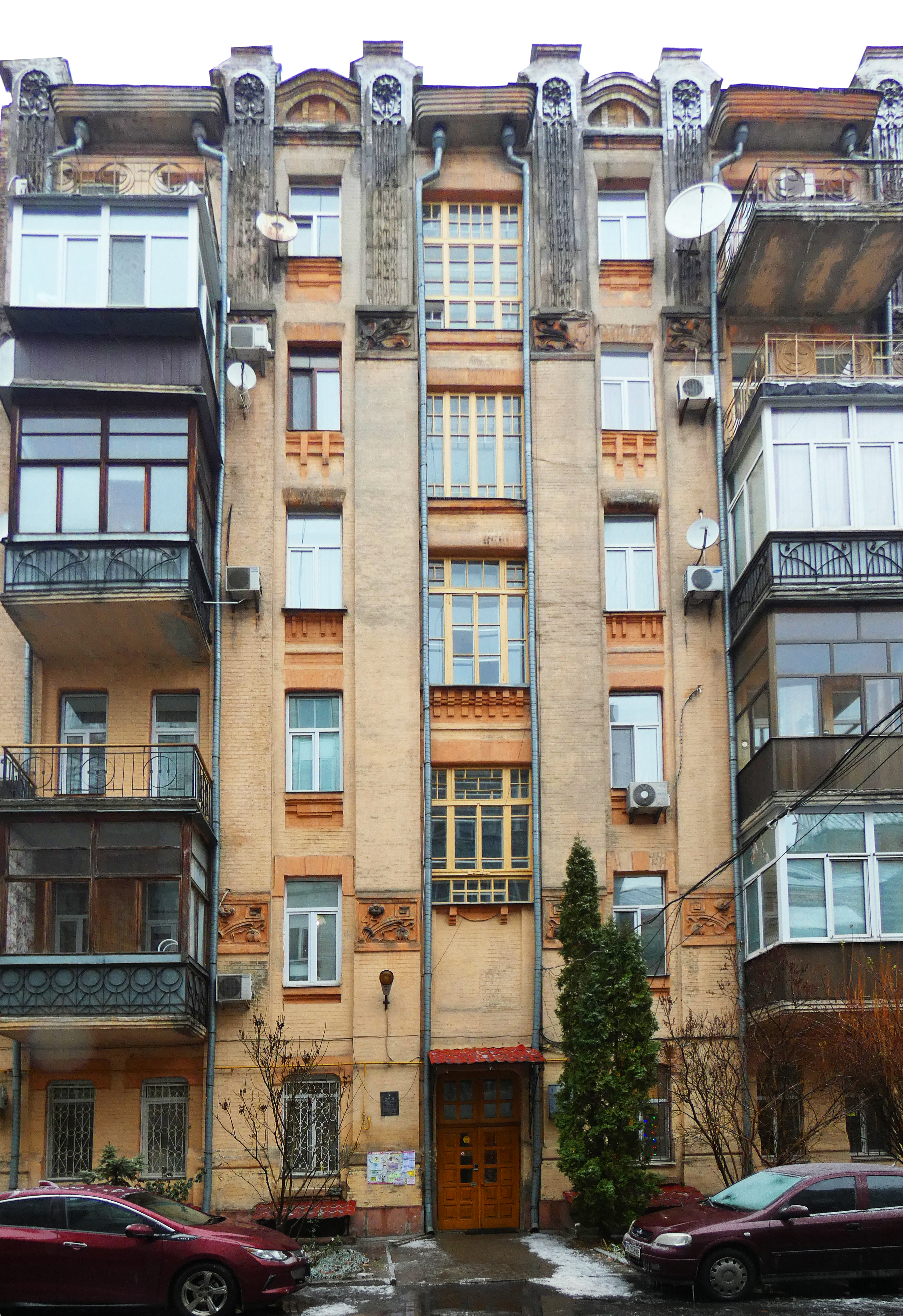
Флігель

У середині ХІХ сторіччя садиба належала Феліксу Березовському. Близько 1882 року перейшла у спадок його дочці Ганні Лаппо, а згодом — нащадкам. До складу садиби входили ділянки № 4, 6/11, 6-А. 1911 року власником окремої ділянки стало 7-ме товариство квартировласників, яке спорудило головну кам'яницю (№ 6) і флігель (№ 6-А).
У 1919—1920 роках у правому крилі головної кам'яниці на третьому поверсі мешкав композитор, диригент і громадський діяч Кирило Стеценко. У пам'ять про нього 13 жовтня 1965 року на фасаді встановили меморіальну дошку за проєктом архітекторки Валентини Шевченко. На момент встановлення на дошці зробили помилку — замість 1882 року датою народження композитора вказали 1862. Згодом неточність виправили.
На початку XX століття у флігелі, у квартирі № 23, мешкала Зінаїда Тулуб, українська письменниця, авторка історичного роману «Людолови». У радянські часи була репресована. Десть років провела в ув'язненні і ще вісім — на засланні на півночі Казахстану.
Близько 1922 року садибу націоналізувала радянська влада.

## Архітектура
Обидві кам'яниці оформлено у стилі модерну.
Головна кам'яниця (№ 6) — шестиповерхова, цегляна, прямокутна у плані споруда. Має секційне планування, льох, плоскі перекриття. Парадний вхід з боку вулиці підкреслений балконом на стовпах. Фасадна композиція симетрично-осьова.

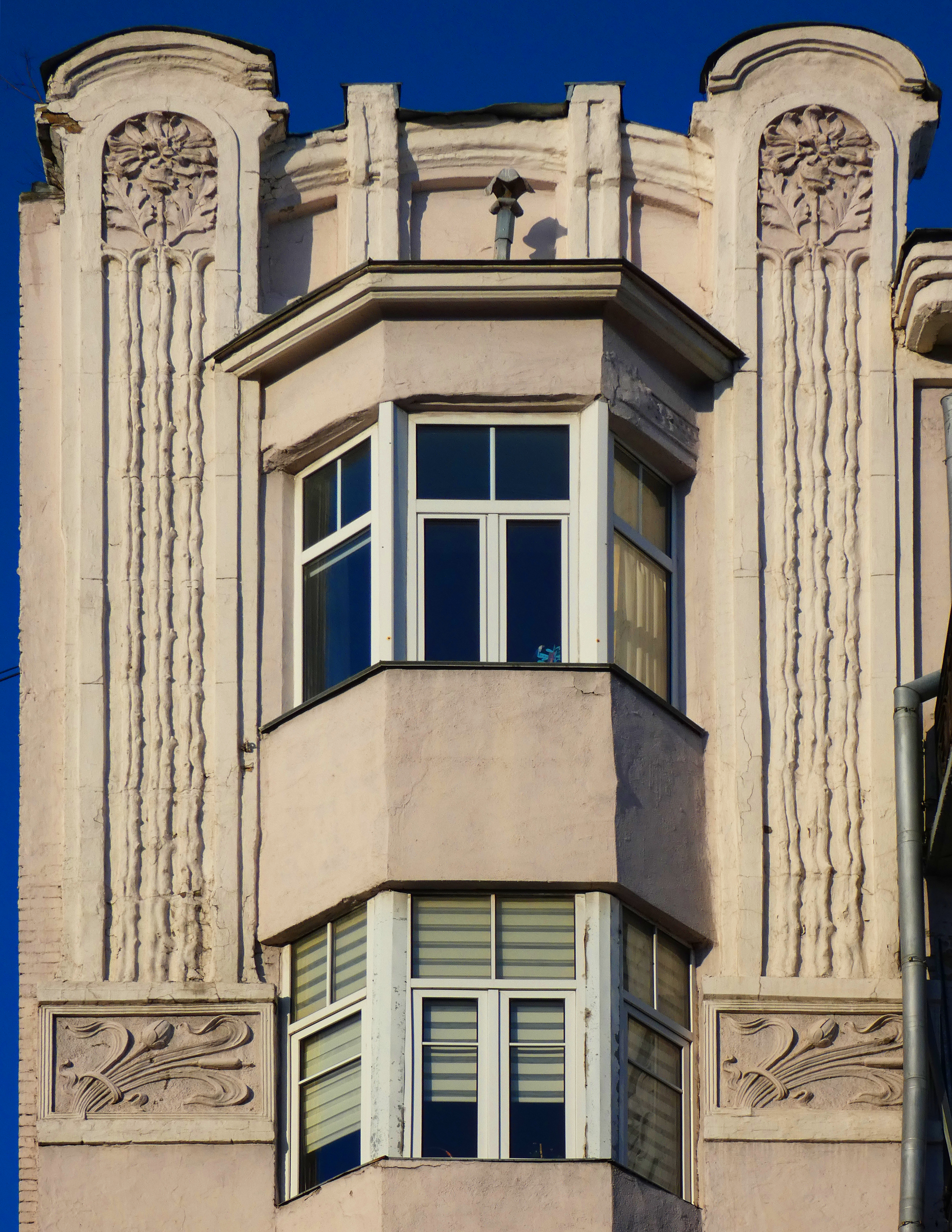
Декор
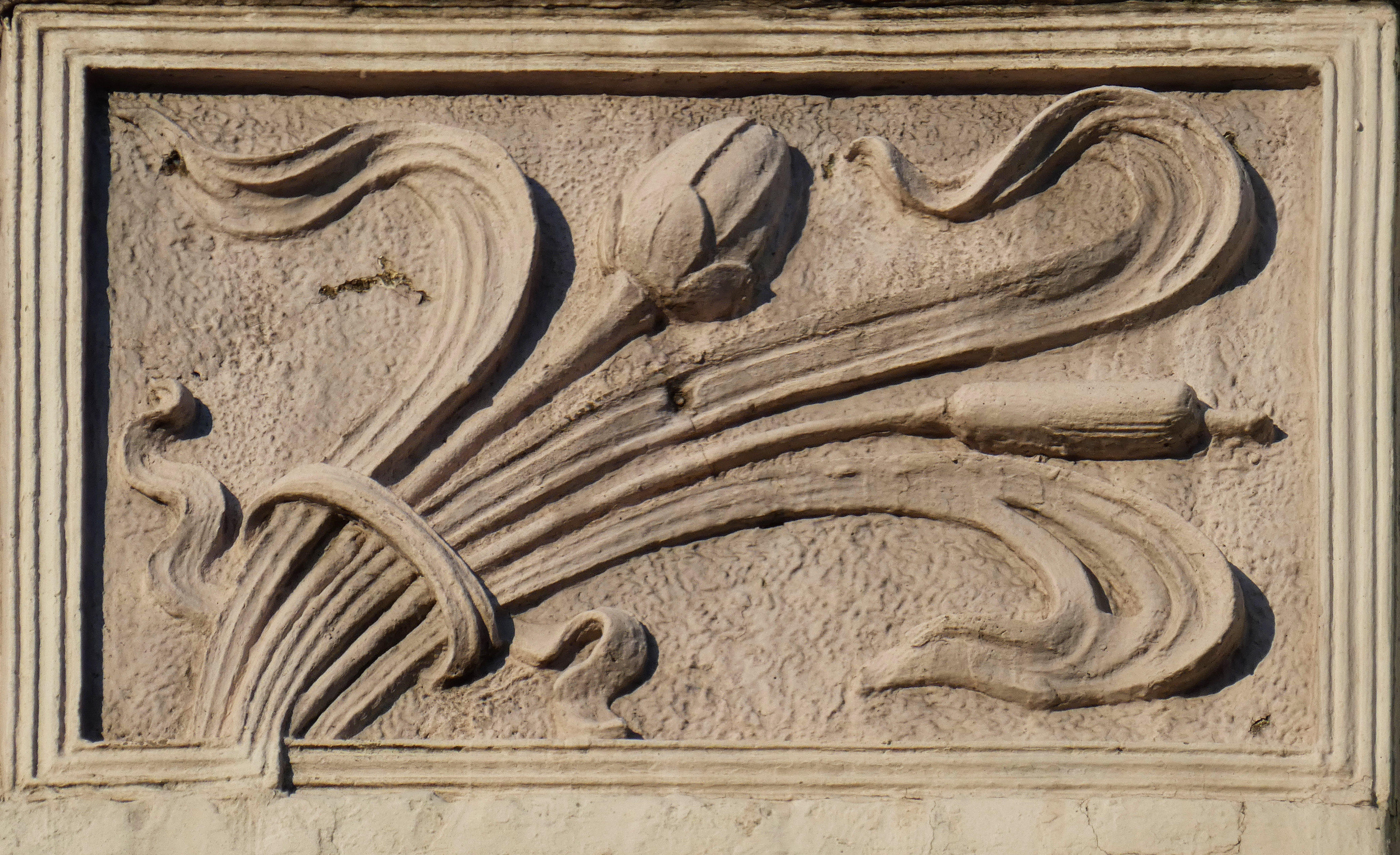
Декор
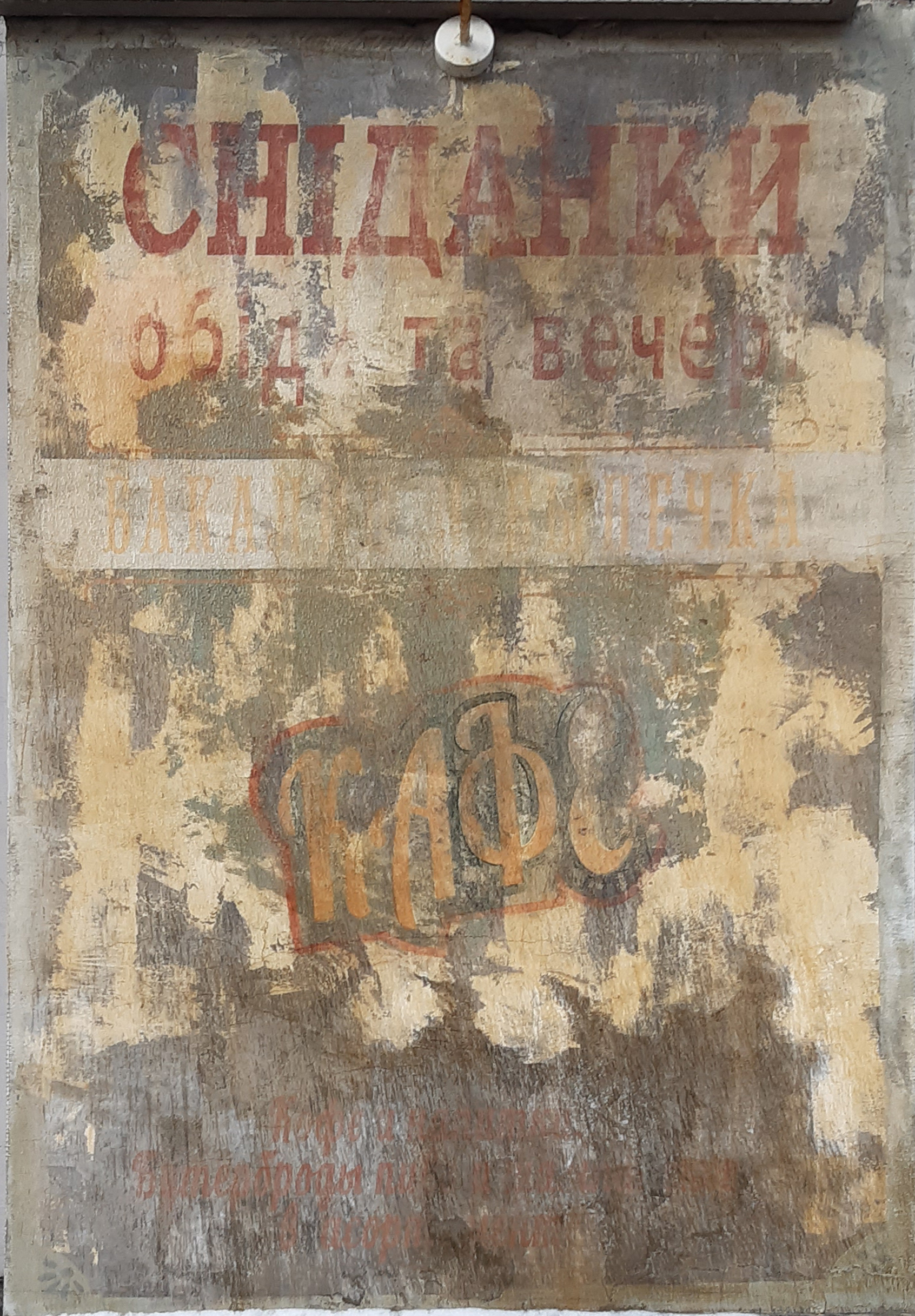
Реклама кав'ярні під старовину

Флігель (№ 6-А) розташований у подвір'ї. Це — шестиповерхова, цегляна, Т-подібна у плані будівля. На кожному поверсі — по дві чотирикімнатні квартири. Декорування ідентичне фасадному будинку.

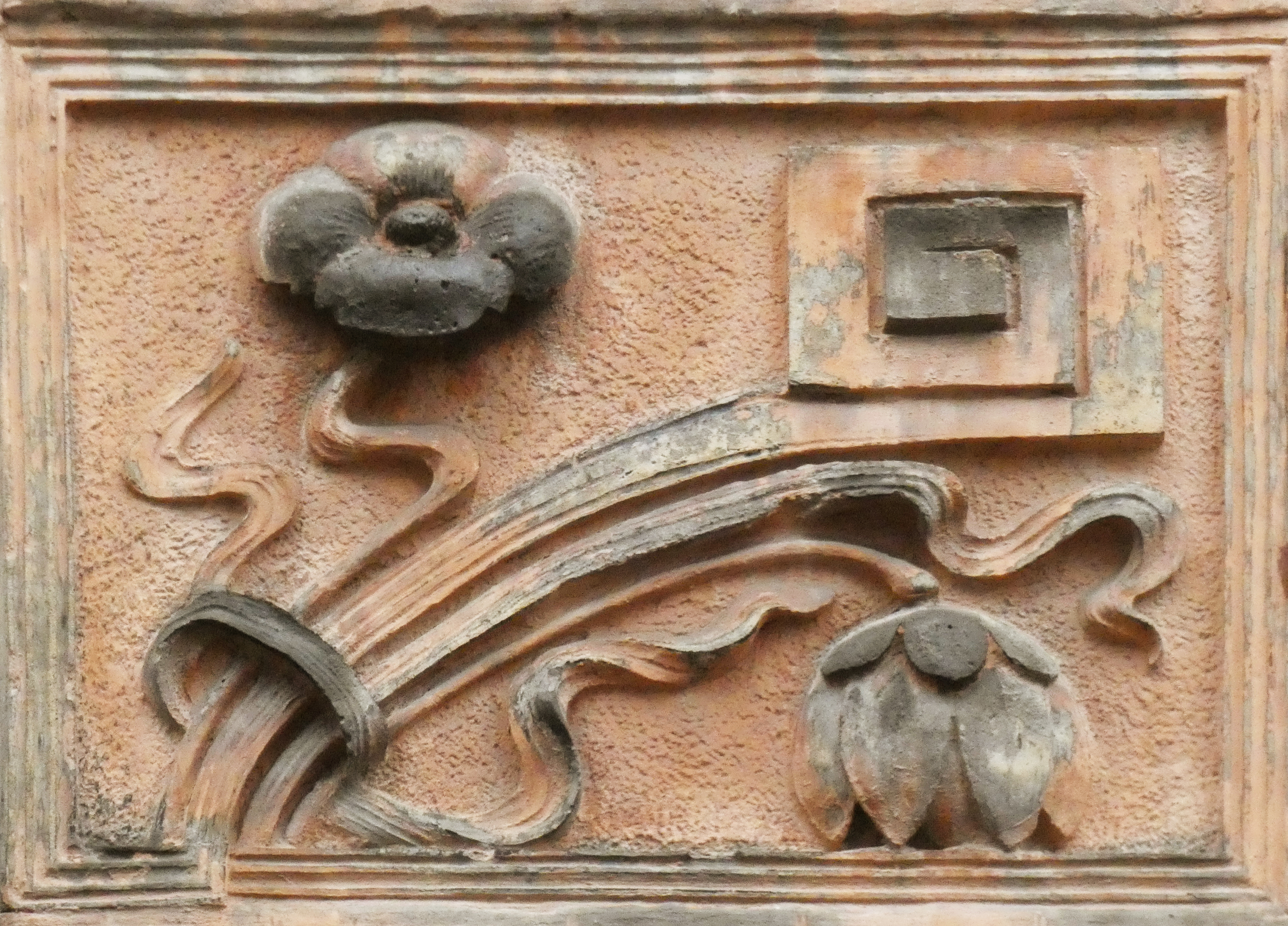
Декор флігеля
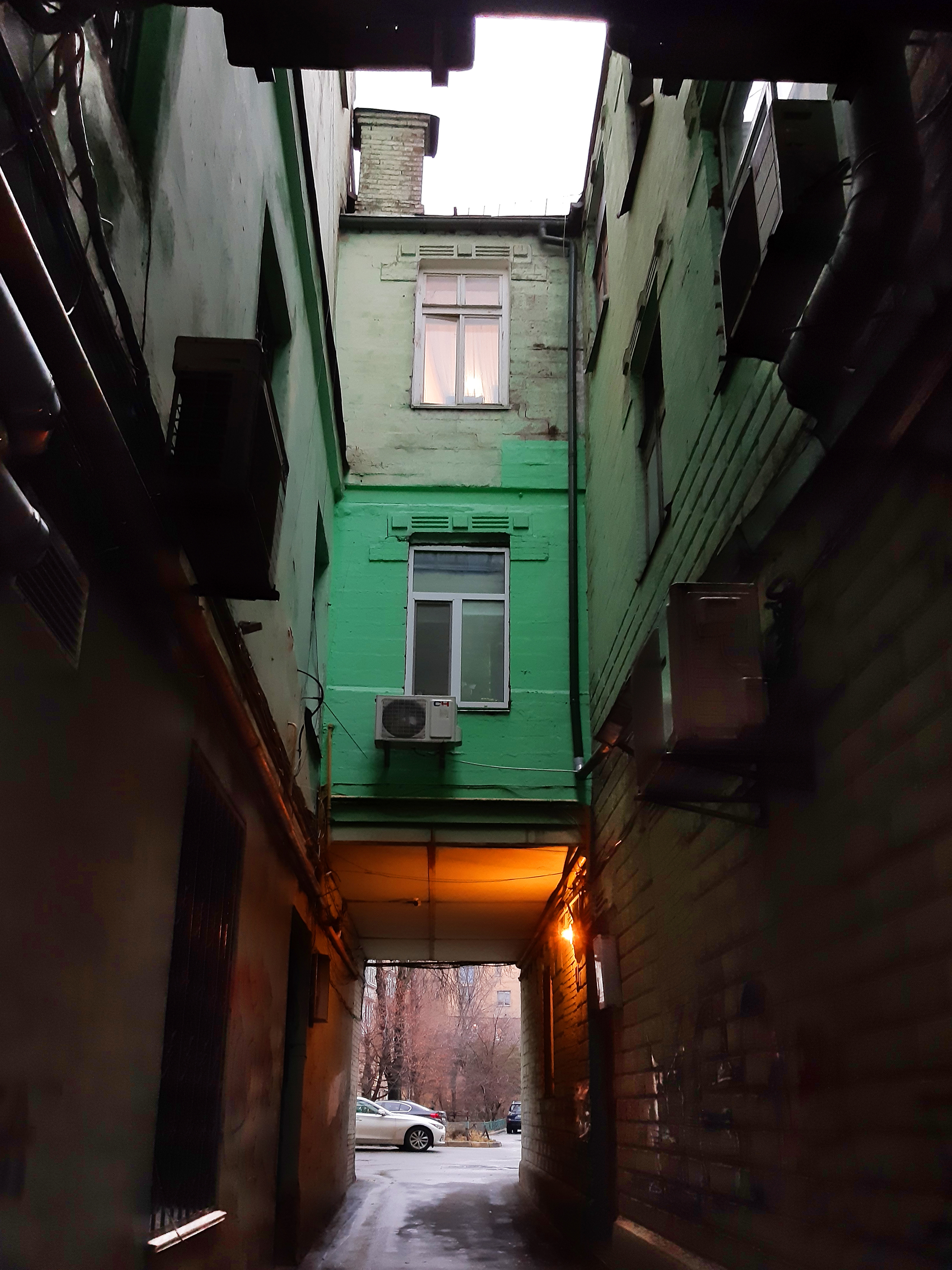
Проїзд
Меморіальна дошка на честь композитора Кирила Стеценка

## Мурал

Мурал

2015 року організатори артпроєкту «City Art» запросили до Києва іспанського художника й ілюстратора, відомого під псевдонімом Ариз (Aryz).
Ариз народився в Пало-Альто, що в Каліфорнії, а виріс у Барселоні. З підліткового віку захопився графіті. Вуличний художник відомий своїми масштабними муралами. На них зображені люди або тварини як у приглушених, так і яскравих тонах. Ариз створює фантастичні картини, схожі на атмосферу наукової фантастики. Водночас художник не тлумачить свої твори й не зосереджується на посиланні глядачам конкретних меседжів.
15 листопада 2015 року Ариз завершив мурал на стіні флігеля.